# Animal Crossing: amiibo Festival
Animal Crossing: Amiibo Festival (どうぶつの森amiiboフェスティバル?, Dōbutsunomori amiibo Fesutibaru) è un videogioco party del 2015, sviluppato da Nintendo EPD e Nd Cube e pubblicato da Nintendo per Wii U. Si tratta di uno spin-off della serie Animal Crossing.

## Modalità di gioco
Animal Crossing: Amiibo Festival, la cui grafica e impostazione è simile a quella di Mario Party, può essere considerato come un gioco da tavolo virtuale.  Esso è giocabile con gli amiibo della serie Animal Crossing. La potenzialità del gioco è difatti rappresentata dall'utilizzo delle statuine e delle carte amiibo, queste ultime già presenti in Animal Crossing: Happy Home Designer ed estremamente necessarie per giocare. Proprio per questo, il gioco è venduto in bundle con le amiibo di Fuffi e Fofò).

## Sviluppo
Il gioco è stato annunciato all'E3 2015, in cui è stato comunicato che sarebbe stato lanciato sul mercato nel mese di novembre.
Il direttore del gioco, Aya Kyogoku, ha specificato che Animal Crossing: Amiibo Festival sarebbe servito come mezzo per promuovere la serie degli amiibo dedicata ad Animal Crossing. Kyogoku ha inoltre aggiunto che il gioco è diverso da Mario Party, poiché quest'ultimo è più focalizzato sui minigiochi, mentre Animal Crossing: Amiibo Festival è un vero e proprio gioco da tavolo virtuale.